# Типология (лингвистика)
Типология — раздел лингвистики, занимающийся выяснением наиболее общих закономерностей различных языков, не обязательно связанных между собой общим происхождением или взаимным влиянием. Типология стремится выявить наиболее вероятные явления в различных языках. В случае если некоторое явление выявляется в представительной группе языков, оно может считаться типологической закономерностью, применимой к языку как таковому.
Типологический анализ можно вести на уровне звука (фонетическая и фонологическая типология), на уровне слова (морфологическая типология), предложения (синтаксическая типология) и надсинтаксических структур (типология текста или дискурса).

## История типологии
В начале своего развития типология пыталась найти ответ на вопрос, какие языки и на основании чего можно отнести к «более примитивным», а какие — к «более развитым». Довольно скоро выяснилось, что исходная посылка была неверной: невозможно по типологической характеристике языка судить о его «развитости» или «примитивности». Совершенно различные языки могут принадлежать к одному типу (например, китайский — великолепно развитый и имеющий богатейшую литературу — и бесписьменный язык народности цин на севере Китая в равной степени относятся к изолирующим языкам), родственные и примерно одинаково разработанные языки могут относиться к разным типам (синтетические славянские русский или сербский и аналитический болгарский, изолирующий английский и флективный немецкий). Наконец, один и тот же язык может в своем развитии менять тип и не раз: например, история французского может быть разбита на изолирующий раннеиндоевропейский, флективные позднеиндоевропейский и латинский, аналитический среднефранцузский и практически изолирующий современный разговорный французский.
В результате этих открытий лингвисты разочаровались в типологии примерно до середины 20-го столетия, когда типология пережила новое рождение. Сегодняшняя типология имеет дело не с отдельными элементами языков, а с системами языков — фонологической (системой звуков) и грамматической.

## Фонологическая типология
Особенно большое практическое значение для компаративистики имеет фонологическая типология. Фонологическая типология исходит из очевидной предпосылки, что при всем огромном разнообразии языков мира, все люди имеют практически одинаковое строение речевого аппарата. Существует немалое количество закономерностей, связанных именно с этим. Например, в самых разных языках мира имеет место явление палатализации. Суть его в том, что заднеязычный согласный (в русском — к, г, х), после которого следует переднеязычный гласный (в русском — и, е) меняет свой характер. Его звучание становится более передним, «смягчается». Это явление легко объясняется лингвотехнически: трудно быстро перестроить речевой аппарат от заднеязычной артикуляции на переднеязычную. Интересно, что палатализация обычно приводит к переходу заднеязычных (к, г) в аффрикаты (двойные звуки типа ч, ц, дз). Языки, в которых происходит палатализация, могут не иметь между собой ничего общего, но, отмечая схожесть чередования в русском пеку-печёт, итальянском amico-amici «друг-друзья», иракском арабском чиф «как» при литературном арабском киф, нужно понимать, что речь идет об универсальной типологической закономерности.
В фонологической типологии крайне важно понятие о бинарной оппозиции. Бинарная оппозиция — пара звуков, схожих во всем, кроме одного признака, по которому они противопоставлены. Например, русские д и т, английские d и t противопоставлены по признаку глухости-звонкости:Т — глухой, Д — звонкий. В оппозиции один член немаркирован, другой маркирован. Немаркированный член оппозиции — главный, его статистический вес в данном языке всегда больше, его лингвотехнически легче произносить. В данной оппозиции немаркированный член — Т. Д — маркированный член оппозиции, он менее удобен для произношения и встречается в языке реже. В определенных позициях оппозиция может нейтрализоваться. Например, в конце слова в русском д произносится как т (код=кот), то есть маркированный член теряет свой маркер.
В других языках противопоставление может вестись по другим признакам. Например, немецкие или китайские d и t маркированы не по признаку глухой-звонкий, а по признаку слабый-сильный. d — слабый (немаркированный), а t — сильный (маркированный) члены оппозиции. Именно поэтому немецкий акцент в русской литературе «исопрашается таким споссопом именно ис-са тофо», что русские звонкие (маркированные) для немца похожи на собственные немаркированные.
Типологический критерий является одним из важнейших при проверке гипотез, связанных с реконструкцией языка. На сегодняшний день ни одна реконструируемая фонетическая система языка не может быть принята без проверки на типологическую непротиворечивость. Нельзя сказать, что все типологические инварианты открыты, описаны и объяснены. «Вместе с тем уже в настоящее время богатый опыт, накопленный наукой о языках, позволяет нам установить некоторые константы, которые едва ли когда-либо будут низведены до „полуконстант“. Существуют языки, в которых отсутствуют слоги, начинающиеся с гласных, и/или слоги, заканчивающиеся согласными, но нет языков, в которых отсутствовали бы слоги, начинающиеся с согласных, или слоги, оканчивающиеся на гласные. Есть языки без фрикативных звуков, но не существует языков без взрывных. Не существует языков, в которых имелось бы противопоставление собственно взрывных и аффрикат (например, /t/ — /ts/), но не было бы фрикативных (например, /s/). Нет языков, где встречались бы лабиализованные гласные переднего ряда, но отсутствовали бы лабиализованные гласные заднего ряда».

## Морфологическая типология
К настоящему времени наиболее разработанной является морфологическая типология языков. В её основу кладется способ соединения морфем (морфемика), типичный для того или иного языка. Существуют два традиционных типологических параметра.

### Тип, или локус, выражения грамматических значений
Традиционно различаются аналитический и синтетический типы.
- При аналитизме грамматические значения выражаются отдельными служебными словами, которые могут являться как самостоятельными словоформами (ср. будет делать), так и клитиками (ср. сделал бы); локус грамматических морфем — отдельная синтаксическая позиция.
- При синтетизме грамматические значения выражаются аффиксами в составе словоформы, то есть образуют одно фонетическое слово с опорным лексическим корнем; локус грамматических морфем — при лексическом корне.

В результате при аналитическом выражении грамматических значений слова типично состоят из малого числа морфем (в пределе — из одной), при синтетическом — из нескольких.
Самая высокая степень синтетизма именуется полисинтетизмом — это явление характеризует языки, слова которых имеют количество морфем, значительно превышающее типологическое среднее.
Разумеется, различие между синтетизмом и полисинтетизмом — вопрос степени, четкой границы нет. Представляет также проблему определение того, что есть отдельное фонетическое слово. Например, во французском языке личные местоимения традиционно считаются отдельными словами, и орфографическая норма поддерживает эту интерпретацию. Однако фактически они являются клитиками или даже аффиксами при глаголе, и трудноотличимы от местоименных аффиксов в полисинтетических языках.

### Тип морфологической структуры

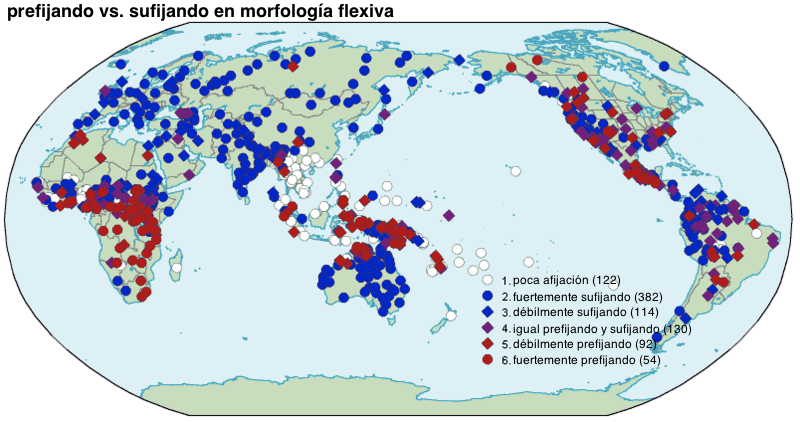
Распределение языков с предпочтением префиксации либо суффиксации в словоизменении

Тип выражения грамматических значений не следует путать с типом морфологической структуры. Два эти параметра отчасти коррелируют, но логически автономны. Традиционно выделяются три типа морфологической структуры:
- изолирующий — морфемы максимально отделены друг от друга;
- агглютинативный — морфемы семантически и формально отделимы друг от друга, но объединяются в слова;
- флективный (фузионный) — и семантические, и формальные границы между морфемами плохо различимы.

В дальнейшем были описаны также инкорпорирующие языки — их отличие от флективных состоит в том, что слияние морфем происходит не на уровне слова, а на уровне предложения.
Фактически этот параметр должен по отдельности рассматриваться для формы и для значения. Так, формальная агглютинация — это отсутствие фонетического взаимопроникновения между морфемами (сандхи), а семантическая агглютинация — выражение каждого семантического элемента отдельной морфемой. Аналогично, фузия может быть формальная, как в русском слове детский [д’ецк’ий] и семантическая (=кумуляция), как в русском окончании (флексии) «у» в слове столу закодированы одновременно грамматические значения ‘дательный падеж’, ‘единственное число’ и, косвенно, ‘мужской род’.
Изолирующие языки фактически совпадают с аналитическими, так как выражение грамматических значений посредством служебных слов в реальности то же самое, что и максимальная отделенность морфем друг от друга. Однако параметры (А) и (Б) не следует смешивать и объединять, поскольку другие концы этих шкал независимы: синтетические языки могут быть и агглютинативными, и фузионными.
Таким образом, обычно выделяют следующие типы языков:
- Флективные (фузионные) языки — например, славянские или балтийские. Для них характерны полифункциональность грамматических морфем, наличие фонетических явлений на их стыках, фонетически не обусловленные изменения корня, большое число фонетически и семантически не мотивированных типов склонения и спряжения.
- Агглютинативные (агглютинирующие) языки — например, тюркские или языки банту. Для них характерны развитая система словообразовательной и словоизменительной аффиксации, отсутствие фонетически не обусловленных вариантов морфем, единый тип склонения и спряжения, грамматическая однозначность аффиксов, отсутствие значимых чередований.
- Изолирующие (аморфные) языки — например, китайский, бамана, большинство языков Юго-Восточной Азии (мяо-яо, тай-кадайские и др.). Для них характерно отсутствие словоизменения, грамматическая значимость порядка слов, слабое противопоставление знаменательных и служебных слов.
- Инкорпорирующие (полисинтетические) языки — например, чукотско-камчатские или многие языки Северной Америки. Для них характерна возможность включения в состав глагола-сказуемого других членов предложения (чаще всего прямого дополнения, реже подлежащего непереходного глагола), иногда с сопутствующим морфонологическим изменением основ; например, в чукотском языке Ытлыгэ тэкичгын рэннин 'Отец мясо принес', где прямое дополнение выражено отдельным словом, но Ытлыгын тэкичгырэтгъи букв.: 'Отец мясо-принес' — во втором случае прямое дополнение инкорпорируется в состав глагола-сказуемого, то есть образует с ним одно слово. Термин «полисинтетические», однако, чаще применяется к таким языкам, в которых глагол может согласовываться одновременно с несколькими членами предложения, например в абхазском языке и-л-зы-л-гоит, буквально 'это-ей-для-она-берет', то есть 'она у неё это отнимает'.

Различие флексии и агглютинации как способов связи морфем можно продемонстрировать на примере киргизского агглютинативного слова ата-лар-ыбыз-да 'отец + мн. число + 1-е лицо мн. числа обладателя + местный падеж', то есть 'у наших отцов', где каждая грамматическая категория представлена отдельным суффиксом, и русской флективной словоформы прилагательного красив-ая, где окончание -ая одновременно передает значение трех грамматических категорий: рода (женский), числа (единственный) и падежа (именительный). Многие языки занимают на шкале морфологической классификации промежуточное положение, например языки Океании могут быть охарактеризованы как аморфно-агглютинативные.

### История морфологической классификации языков
Основы приведенной классификации были заложены Ф. Шлегелем, который различал флективные и нефлективные (фактически агглютинативные) языки, в духе времени рассматривая вторые как менее совершенные по отношению к первым. Его брат, А. В. Шлегель, постулировал в дополнение к двум первым класс аморфных языков, а также ввёл для флективных языков противопоставление синтетического (при котором грамматические значения выражаются внутри слова путём различных изменений его формы) и аналитического (при котором грамматические значения выражаются вне слова — служебными словами, порядком слов и интонацией) строя. Понятие слова при этом предполагалось интуитивно очевидным, и вопросом о том, где проходят границы слова, никто не задавался (к середине XX века стало ясно, что ответить на него отнюдь не просто).
В. фон Гумбольдт выделил перечисленные выше типы под их современными названиями; инкорпорирующие языки он при этом рассматривал как подкласс агглютинативных. Впоследствии был предложен ещё ряд морфологических классификаций, из них наиболее известны типологии А. Шлейхера, Х. Штейнталя, Ф. Мистели, Н. Финка, Ф. Ф. Фортунатова.
Наиболее поздняя по времени, хорошо обоснованная и самая детальная морфологическая классификация была предложена в 1921 году Э. Сепиром. В дальнейшем интерес к построению морфологических классификаций указанного типа несколько ослабел.
Достаточно широкую известность получила предпринятая Дж. Гринбергом попытка построения квантитативной (количественной) морфологической типологии. В общих грамматических описаниях конкретных языков продолжает повсеместно использоваться гумбольдтовская типология, дополненная понятиями аналитизма и синтетизма, а в центр внимания лингвистической типологии как раздела лингвистики переместились иные параметры структурного разнообразия языков. На базе материала, составленного из сопоставления 30 языков различных языковых семей, Гринберг проанализировал и пришёл к выводу о зависимости порядка слов в языке (т. н. языки SVO, SOV и т. п.) и последовательности типа «существительное-прилагательное», ударения в словах и пр., всего 45 закономерностей (т. н. «универсалий», англ. universals).

## Синтаксическая типология
Основными параметрами синтаксической типологии являются:
- стратегия кодирования глагольных актантов;
- порядок составляющих;
- локус маркирования зависимости в словосочетании.

### Стратегия кодирования глагольных актантов
С точки зрения взаимоотношения между глаголом и существительным языки делятся на:
- Активные языки — деление существительных на «активные» и «неактивные», глаголов на «активные» и «стативные», прилагательные обычно отсутствуют: современный китайский  какой диалект?, гуарани, пре-праиндоевропейский и др.
- Номинативные языки — номинатив (основной падеж существительного) соответствует субъекту как переходного, так и непереходного глаголов, и противопоставляется аккузативу, который соответствует объекту переходных глаголов — большинство современных индоевропейских (включая русский), семитские и др. языки
- Эргативные языки — абсолютив (основной падеж существительного) соответствует субъекту непереходного и объекту переходного глагола и противопоставляется эргативу, который соответствует субъекту переходного глагола — северокавказские языки, баскский, из индоевропейских — курдский; реликты явления имеются в грузинском языке («повествовательный падеж» — бывший эргатив).

Существуют также несколько менее распространённых типов.
На практике каждый язык в той или иной мере отступает от данной строгой классификации. В частности, в ряде индоевропейских и семитских языков (например, в английском) морфологическое различие между номинативом и аккузативом утрачено (за исключением местоимений, система которых довольно консервативна), поэтому данные падежи выделяются условно, с точки зрения их синтаксической роли.
Классификация языков по синтаксическим типам опирается на важнейшие признаки семантической и формальной структуры главных членов предложения.
В языках номинативного типа предложение основано на противопоставлении подлежащего (субъекта действия) и дополнения (объекта действия). В номинативных языках различаются переходные и непереходные глаголы, именительный и винительный падежи существительного, прямое и косвенное дополнения. В глагольном спряжении используются субъектно-объектные ряды личных аффиксов. К этому типу относятся индоевропейские, семитские, дравидийские, финские, тюркские, монгольские, тайские языки, японский, корейский и китайский.
В языках эргативного типа предложение строится на противопоставлении не субъекта и объекта, а так называемого агентива (производителя действия) и фактитива (носителя действия). В языках этого типа различаются эргативная и абсолютная конструкции. В предложении, имеющем прямое дополнение, подлежащее стоит в эргативном падеже, дополнение — в абсолютном. В предложении без дополнения подлежащее стоит в абсолютном падеже. Подлежащее при непереходном действии совпадает по форме (абсолютный падеж) с объектом переходного действия. Существительное в форме эргативного падежа обозначает кроме субъекта переходного действия также косвенный объект (часто инструмент действия).

### Порядок слов
Языки можно разделять по базовому порядку слов в предложении: подлежащего (англ. subject), сказуемого (англ. verb) и прямого дополнения (англ. object). В современной лингвистике базовый порядок слов в предложении не считается достаточным для типологической классификации порядка слов в языках мира и определяющим все частные порядки, такие как порядок расположения адлогов и именных групп и др.

### Локус маркирования зависимости
Понятие типа (локуса) маркирования как характеристики языка впервые было сформулировано Джоханной Николс в статье 1986 года.
По данному параметру противопоставляются вершинное маркирование — способ кодирования синтаксических отношений, при котором грамматические показатели, отражающие эти отношения, присоединяются к вершине синтаксической группы, и зависимостное маркирование, при котором грамматические показатели, указывающие на наличие синтаксической связи, присоединяются к зависимому. Прочие логические возможности, засвидетельствованные в различных языках, включают также двойное маркирование (показатели присутствуют и на вершине, и на зависимом) и нулевое маркирование (выраженные показатели отсутствуют). Как особая стратегия может выделяться варьирующее маркирование, при котором ни один из указанных выше типов не является в языке доминирующим.
Противопоставление между разными типами маркирования проявляется в различных синтаксических конструкциях. Наиболее значимыми для характеристики языка в целом считаются тип маркирования в посессивной именной группе и в предикации (предложении).
| Конструкция            | Вершина          | Зависимые             | Описание (WALS)                           |
| ---------------------- | ---------------- | --------------------- | ----------------------------------------- |
| Посессивная            | Имя (обладаемое) | Посессор (обладатель) | Маркирование в посессивной именной группе |
| Атрибутивная           | Существительное  | Прилагательное        |                                           |
| Предложная/послеложная | Предлог/послелог | Комплемент            |                                           |
| Предикация             | Глагол           | Аргументы глагола     | Маркирование в клаузе                     |

## Лексическая типология
Лексическая типология, или лексико-семантическая типология, изучает разнообразие семантики лексических единиц в языках мира.